# ガーデナ (カリフォルニア州)
ガーデナ（Gardena）は、アメリカ合衆国カリフォルニア州ロサンゼルス郡の都市。サウスベイ地区にある。人口は6万1027人（2020年）。ガーデナは第二次世界大戦以前より、北米で一番日本人の割合が高い都市である。また、日本企業の拠点も多い。

## 地理
ガーデナの座標は、北緯33度53分37秒 西経118度18分28秒 / 北緯33.89361度 西経118.30778度（33.893615, -118.307841）。
米国人口調査局（英語：United States Census Bureau）によると、この都市の面積は5.9平方マイル (15 km2)で、その99%以上は陸地である。9.4-acreは南東端にある湿地保存区でありそれはGardena Willows Wetland Preserveと称する。ここは、自然にできた湿地で、年中、地上には数種類の樹木や植物が生い茂っている。そこはVermont Avenue と Artesia Boulevardの交差点に位置する。 
ガーデナの北はアセンズ（Athens）、東と南はロサンゼルス近郊のハーバーゲートウェイ（Harbor Gateway）、南西はトーランス、西はアロンドラ・パークと北西はホーソーン（Hawthorne）と接している。

## 歴史
考古学的所見によると、トングヴァ族（Tongva people）が現在の地で狩りをしたり、魚を獲ったりしていた。トングヴァインディアン（Tongva Indians）、別名 Gabrielino Indians ともいうが、おそらくアジアから北アメリカに1万年位前にやってきた人々の子孫である。
ロサンゼルス設立の3年後の1784年、スペインの兵士マニュエル・ホセ・ドミンゲス（Juan Jose Dominguez）はフェルディナンド・リベラ・モンカーダ（Fernando Rivera y Moncada）とともに、サンディエゴに到着した。フェルディナンド・リベラ・モンカーダは彼の軍事的功績を認めて約43,000-エーカー (170 km2)のRancho San Pedroという土地を与えた。ここにはガーデナ渓谷という土地を含んでいた。南北戦争後、退役軍人たちはこの土地を買い、また、牧場主や農民がそれに倣った。Union Army Major Generalのウィリアム・ローズクランズ将軍は1869年、16,000エーカー (65 km2)の広さの "Rosecrans Rancho" を購入したが、ここは、北はフローレンスアヴェニュー、南はレドンド海岸大通り、東はセントラルアヴェニュー、西はアーリントン通りが境している。将軍の持ち物は分割され1870年代初期に売却された。その一つは面積が 650-エーカー (2.6 km2)のDominique Amestoyである。ガーデナ本体は1887年、Pomeroy & Harrison 不動産が鉄道線がそこにくるのではないかと期待して、その牧場を分割した時に始まる。市民戦争の退役軍人スペンサー・ローン・ソープがガーデナに1887年に最初の集落を作った。鉄道がそこを通るようになって不動産ブームが1880年代におこった。ある人々はこの場所がロサンゼルスと海の間の唯一の緑地であるので名づけられたと信じている。イチゴ産業が盛んになり「ベリーランド」という渾名がついた。イチゴの日の祭りとパレードは毎年5月に行われる。苺産業は第１次大戦時、痛手を負ったので、ほかの作物が戦争経済を支えた。日系アメリカ人がガーデナの歴史を通して住んでいた。ここの都市は1970年に（60 Minutes）というニュースショウに報道された。
この都市が公園地域計画地方税という重税に課せられるので、それを防ぐために1930年9月11日合併した。

## 人口構成

### 2010年国勢調査
2010年の国勢調査によると人口は58,829人。人口密度は 10,030.0 人per square mile （3,872.6/km²）。民族の構成は14,498人（24.6%）が白人、10.4%が非スペイン語族の白人、 14,352人（24.4%）がアフリカ系アメリカ人、0.6%がネイティブ・アメリカン、15,400人（26.2%）がアジア系、426人（0.7%）が太平洋島民、11,136人（18.9%）がその他の民族、 2,669人（4.5%）が二つもしくはそれ以上の民族からなる。スペイン語系またはラテン系は22,151人（37.7%）である。国勢調査によると、58,035人（人口の98.7%）は所帯を持ち、122人は （0.2%）は所帯でないグループで、672人（1.1%）は施設（刑務所?）にいる。
所帯数は20,558あり、そのなかで7,199（35.0%）は18歳以下の小児が同居していた。8,782（42.7%）は同居している夫婦で、3,931（19.1%）は女性所帯主で旦那はいない。1,486（7.2%)）は妻がいない男性の所帯主。1,085（5.3%）の所帯は結婚はしていないが同棲しているパートナーシップ、104（0.5%）は同性の結婚しているパートナーシップ。5,142 households（25.0%）の所帯は個人でできており、1,921（9.3%）の所帯は65歳以上の人と住んでいる。平均の所帯は2.82人であった。家族数は 14,199 で、それは所帯数の69.1%にあたり、平均的家族のサイズは3.39人であった。
人口構成としては13,410人（22.8%）が18歳以下。5,353人（9.1%）が18歳から24歳。16,656人（28.3%）が25歳から44歳、15,086人（25.6%）が45歳から64歳、8,324人（14.1%）が65歳以上であった。年齢の中間値（The median age）は37.9歳。女性100人に対し、男性は92.6人いた。18歳以上の女性100人に対し、男性は89.8人であった。
21,472の家の数（housing units）があり、その平均密度は3,660.8 per square mile（1,413.5/km²）であった。その内 9,852（47.9%）はオウナーが占拠し、10,706（52.1%）では借家人が住んでいた。ホームオウナーの方の家の空き家率は1.3%、借家の方は4.6%であった。28,585人は（人口の48.6%）は自分の家に住み、29,450人（50.1%）は借家に住んでいる。

### 2000年国勢調査
2000年国勢調査現在、住んでいる人は57,746人、所帯数20,324、家族数14,023である。人口密度は、9,921.3人/1平方マイルあたりである。平方キロに対しては3,830.9/km²であった。 21,041家単位があり、平均の密度は3,615.0 /1平方マイルあたりである。人種構成は23.82%が白人、25.99%は黒人（英語：Race (United States Census)|Black）またはアフリカ系アメリカ人である。0.64%はネイティブ・アメリカン、26.82%はアジア系、0.73%は太平洋の島々に住む人々である。16.94%は他の人種（other races）。 5.05%は2種類以上の民族からなっている。31.82%はヒスパニック系、またはラテン系か他の民族である。
所帯数は20,324であるが、その内の33.5%には18歳以下の子供がいる。44.5%は結婚している夫婦で同居している。18.1% は女性の世帯主で夫はいない。31.0%は家族がいない（non-families）。全体の所帯の25.5%は個人から成っており、8.2%には65歳以上の人と共にいる。平均所帯のサイズは2.80人、平均の家族のサイズは3.38人である。
人口統計によると、18歳以下は25.8%。18歳から24歳は8.7%、32.3%が25歳から44歳。20.9%は45歳から64歳、12.4%は65歳以上であった。中間値年齢（median age）は34歳。女性100人にたいし、男性は95.1人。18歳以上では女性100人に対し、男性は91.4人であった。
所帯の収入の中間値（median income）は$38,988であり、家族では$44,906。男性の収入の中間値は$32,951であったが、女性は$29,908であった。この都市の一人当たりの収入は$17,263。家族の約12.3%、人口の15.7%は貧困線以下の収入であり、それは18歳以下は22.3%。65歳以上では10.1%であった。

### 1980年
1980年では、約31％は欧米系ロ白人で、23％は黒人（black）、21%は日本人で17%はラテン系。その外は韓国系で増加しつつある。次いで中国系、フィリピン系、ネイティブ・アメリカンである。国家計画データコーポレイション（The National Planning Data Corp.）は1987年の計画では、5万人の住民のうち、26.3%はアングロ系、23%は黒人（black）、22.7%はラテン系、28%はほかの民族であると予想している。1989年までに白人と日本人は中心地と南部に住む傾向にある。中クラスの黒人は1960年代に北部のHollypark areaに移動したので、黒人はそこに集中した。

### 1970-1978年
1970年の国勢調査では人口の56%は白人である。各種民族の住む場所の移動は1978年まで続いた。その年、市長のEdmond J. Russはその時特別調査を行い、民族の移動は安定したと宣言した。

### 各種民族

#### 日系アメリカ人
1988年現在、日系の大きなコミュニティがある。それは、Japanese Cultural Institute（JCI）といい、日系アメリカ人の文化的社会的活動に役立っている。当時のビルは既に1976年に完成していた。
ガーデナの歴史の初期からagarian economy（an economy based on farming and farms）において、日系アメリカ人は大きな役割を果たしてきた。日本協会はモネタ日本協会（英語：Institute）を1911年に設立しガーデナ日本学校を1916年に設立した。1920年代から各種の日本米国団体ができ、現在のJCLサイトのところにできた。それはそれにはモネタ学園などを含んでいる。モネタ学園（Moneta Gakuen）は第2次世界大戦まで学校を経営した。1942年夏、米軍がガーデナの日本人を強制収容所（英語：Japanese internment camps）に収容した。1966年、初めて日本人二世が市議会（英語： council）に参加した。1980年には、21%が日本人で1989現在、日本人は市の中央から南の部分に住む傾向がある。

#### 韓国系アメリカ人
1992年現在、ロサンゼルスのサウスベイエリアの韓国人のうち約60%はガーデナとトーランスに住んでいる。この年まで多くの韓国の会社が、ガーデナに設立されたが、それはトーランスより快適な商業環境にあったからである。1990年に、2,857人の韓国系の人がガーデナに住んでいるが、それは1980年の924名より209%の増加である。

## 地方政府とインフラストラクチュア

### 地方政府
Gardena Office of Economic Developmentというのはガーデナ市の一部局（department）である。必要の応じて職を斡旋に助力する。また企業に職を求めている人にも助力する。
Gardena警察部局は元来、その市の法律を適用する部局である。警察部局は93人の誓いをたてた警察官（Polic officer）、24人のフルタイムスタッフ33人のパートタイムスタッフがいる。予備人員、ボランティア研究員もいる。現在の警察長官は2007年指名されたEdward Medranoである。ラジオや電話9-1-1は、South Bay Regional Public Communications Authorityにより運営されている。

### 郡政府
ロサンゼルス郡保健サービス部（en:Los Angeles County Department of Health Services）はカーティス・タッカー保健所（Curtis Tucker Health Center）をイングルウッドに持ち、またトーランス保健所がハーバー・ゲートウェーにあり、ガーデナにサービスしている。

### 州政府
カリフォルニア州立法機関によると、ガーデナはCalifornia's 25th State Senate district地域に属しており民主党のロデリック・D・ライトが代表である。51回州議会の代表は民主党のカレン・D・プライス・ジュニアである。

### 連邦政府代表
ガーデナはCalifornia'の35番目の議会地域であり、Cook PVI of D +33 また、代表は民主党のMaxine Watersである。
アメリカ合衆国郵便公社（英語：The United States Postal Service）はガーデナ郵便局を営業している。the South Gardena Post Office at 1103 West Gardena Boulevard, and the Alondra Post Office at 14028 Van Ness Avenue.
国家運輸安全委員会（英語：National Transportation Safety Board）は、Gardena Aviation Field OfficeをHarbor Gatewayに運営している。それはNTSB Aviation Western Regionの地方本部である。

### 交通
ガーデナ市はGardena Municipal Bus Linesを運営している。

## 経済
デジタルマンガ社の本社は Suite 300 at 1487 West 178th Street にある。日清食品は米国本部とガーデナ工場がガーデナにある。米国日清食品会社は1970年にガーデナで始まった。米国マルカイ会社の本部はガーデナにある。アンポアンテクノロジーはガーデナにある。ナショナルストア会社は工場をもって、ファラス　パレード商標をもっているが本部はロスアンジェルスのハーバー・ゲートウェーにある。

### 主な企業
この都市の 2012年総合年間経済レポートによると（ Comprehensive Annual Financial Report）、都市のトップの企業は以下の通り。
| #  | 企業                         | 従業員数 |
| -- | ---------------------------- | -------- |
| 1  | Memorial Hospital of Gardena | 735      |
| 2  | Hustler Casino               | 712      |
| 3  | United Parcel Service        | 500      |
| 4  | Hitco Carbon Composites      | 465      |
| 5  | Normandie Casino             | 410      |
| 6  | Southwest Offset Printing    | 354      |
| 7  | Ramona's Mexican Food        | 240      |
| 8  | 日清食品                     | 230      |
| 9  | Target Corporation           | 220      |
| 10 | Sam's Club                   | 167      |

## 教育

### 小学校、中学校、高校

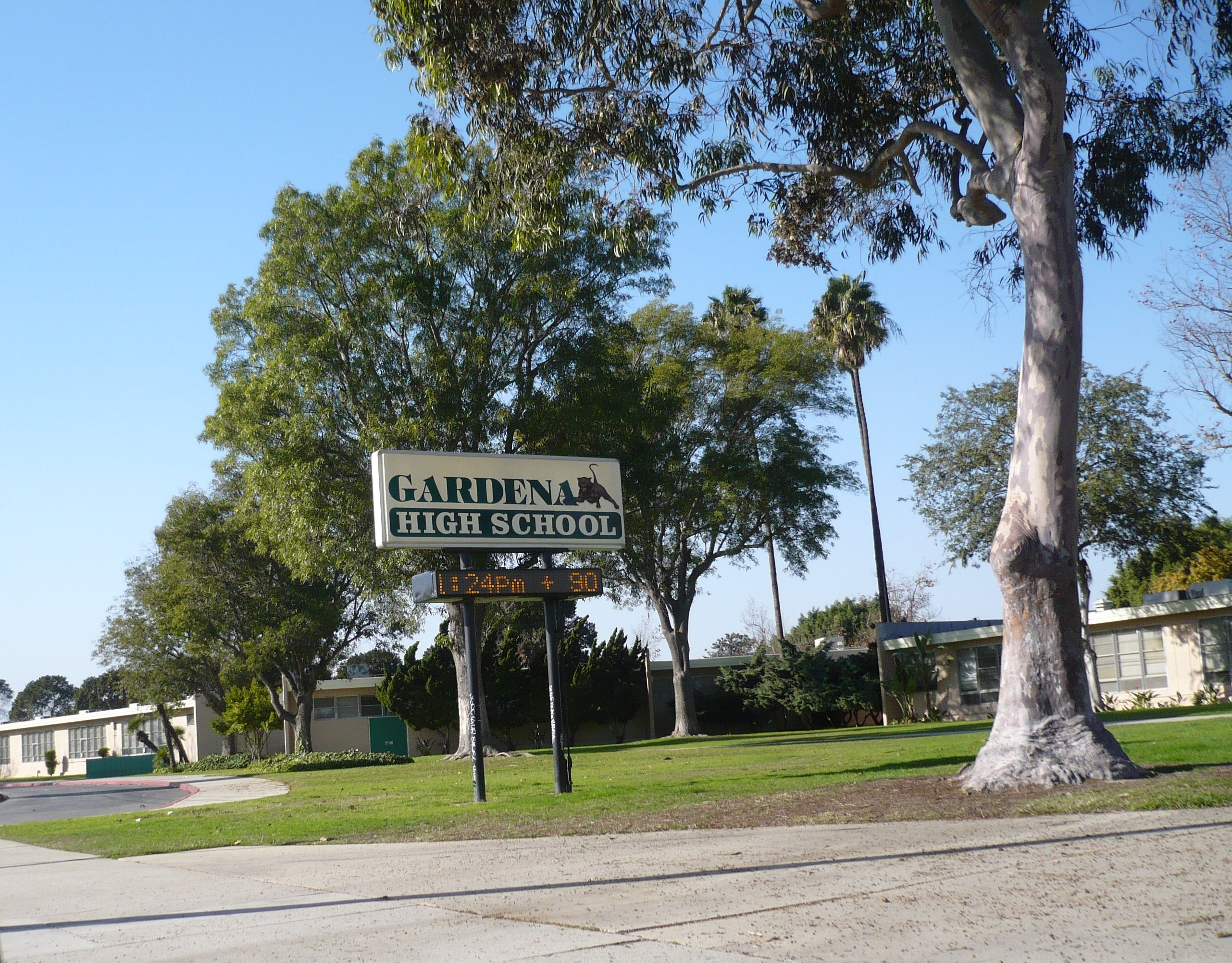
ガーデナ高校

学区はロサンゼルス統一学区であり、これは公共学校を運営している。
校区がある中学校:
- Peary Middle School[34]
  - 場所によってPeary および、Clay 中学校は選択できる。[35] (Los Angeles) Retrieved on October 4, 2013.

校区がある高校
- ガーデナ高校

1956年の春、ガーデナ高校の中学部門は古い校舎に残り、高校は新しい校舎へ移動した。新しい校舎ができるまで、午前のみ授業を受け 、高校生は午後に授業を受けた。

#### 私立学校
Roman Catholic Archdiocese of Los AngelesはJunípero Serra High School を含み、ガーデナの幾つかのカトリック学校を経営している。（Maria Regina Catholic School (K-8)）、St. Anthony of Padua School (K-8)、Gardena Valley Christian School, a K-8 non-Catholic private schoolはガーデナにある。The Gardena Christian Academy, a PreK-2 Christian schoolもガーデナにある。

### 公共図書館
ガーデナ Mayme Dear 図書館 の16,000-平方フート (1,500 m2)の建物はガーデナにある。Masao W. Satow図書館はガーデナに西のアロンドラ公園にある（英称：Alondra Park）(El Camino Village）。これらはCounty of Los Angeles Public Library (EN)により運営されている。
水曜前進クラブ（英語：Wednesday Progressive Club）はガーデナ図書館より支援されている。1913年、モネタ支局ができた。1914年、the Gardena Library はLos Angeles County Free Library systemの一部になった。この合併により図書館はロサンゼルス市図書館の一員となった。1919年にthe Strawberry Park branch が作られた。In August 1951 the Gardena library came back to the county system。1958年、the Strawberry Park 図書館 とモネタ図書館は西ガーデナ図書館となった。The current Gardena library building was dedicated on December 5, 1964。1969年に火事が起き、西ガーデナ図書館は新しい場所に移動した。現在のSatow buildingは1977年2月26日に出来上がったが、ある日系のアメリカ人にちなんで命名された。ガーデナ図書館という名前は1992年5月30日、改名する前に亡くなったあるボランティアの名前からきている。

## 有名な人々
ここに述べるリストは、住民やその他の人々で、この都市に強い絆がある人々である。
- J.C. Agajanian, prominent racing promoter; owned and operated Ascot Park (speedway).[要出典]
- Paul Bannai, former city councilman and first Japanese American to serve in the California State Legislature.[要出典]
- Romana Acosta Bañuelos, 34th and first Hispanic US Treasurer; founder/owner of Ramona's Mexican Food Products, one of the oldest businesses still operating in the city.[要出典]
- Polly Bergen, actress and singer; lived in Gardena and attended Gardena High School　(GHS).[45]
- Gary Berland, professional poker player, won five World Series of Poker bracelets, born and raised in Gardena.
- Beau Bennet, forward in the Pittsburgh Penguins organization and the highest drafted California-born-and-trained hockey player of all time
- Enos Cabell, third basemen with the Baltimore Orioles and Detroit Tigers; attended GHS.[45]
- Kevin A. Ross, host of America's Court with Judge Ross; attended GHS and served as the school's student body president.[45]
- Wayne Collett, runner, 1972 Summer Olympics silver medalist in the 400 meter event; attended GHS.[45]
- Dock Ellis, pitcher with the Pittsburgh Pirates; attended GHS.[45]
- Charlie Evans (American football)|Charlie Evans, running back with the New York Giants and Washington Redskins; born in Gardena.[46]
- Robert L. Freedman, screenwriter and playwright; former resident of Gardena.
- World Boxing Hall of Fame Inductees|Frankie Garcia, Hall of Fame boxer; resident of Gardena.[45]
- Gaston Green, running back with the Los Angeles Rams and Denver Broncos; attended GHS.[45]
- H.B. Halicki, actor, film maker, stuntman; business owner in Gardena and premiered his Gone in 60 Seconds (1974 film)|Gone in 60 Seconds there in 1974.[45]
- Juaquin Hawkins, professional basketball player, played with the Houston Rockets during the 2002-2003 NBA season[47]
- Lisa Leslie, Olympic gold medalist and Los Angeles Sparks basketball player; born in Gardena.[要出典]
- Art Pepper, innovative jazz saxophonist; born in Gardena.[要出典]
- Butch Patrick, actor; was living in Gardena and attending PAE when he auditioned for The Munsters.[45]
- Paul Petersen, actor, novelist, activist; former resident of Gardena.[45]
- ウィリアム・ローズクランズ （英語：William Rosecrans）、合衆国陸軍の将軍、合衆国国会議員、 　メキシコ大使  ,1869年から「Rosecrans Rancho」のオウナー、住民) ：これでガーデナが有名になった。[45]
- Daewon Song, professional skateboarder; resident of Gardena.
- George Stanich, high jumper and bronze medalist of the 1948 Summer Olympics; resident of Gardena.[45]
- Tyga, rapper; attended GHS.[48]
- J.L. Silas, Award winning photo journalist for CBS News (retired; resident of Gardena.
- Robert Woods, Buffalo Bills wide receiver

## 姉妹都市
- 市川市, 日本